# Красногорское (Костанайская область)
Красногорское (каз. Красногор) — село в Костанайской области Казахстана. Находится в подчинении Аркинского сельского округа Камыстинского района. Село в составе Аркинского сельского округа.

## Население
В 1999 году население села составляло 509 человек (262 мужчины и 247 женщин). По данным переписи 2009 года в селе проживало 345 человек (170 мужчин и 175 женщин).